# باندیکوت پوزه‌کوتاه
باندیکوت پوزه‌کوتاه (نام علمی: Isoodon) نام یک سرده از زیرخانواده باندیکوت است.

## گونه‌ها
این سرده شامل سه گونه زیر است:
- باندیکوت طلایی, Isoodon auratus
- باندیکوت قهوه‌ای شمالی, Isoodon macrourus
- باندیکوت قهوه‌ای جنوبی, Isoodon obesulus